# Kazimierz Prószyński
Kazimierz Prószyński (Varsó, 1875. április 4. – Mauthauseni koncentrációs tábor,  1945. március 13.) a film és a cinematográfia történetének egyik első feltalálója. Auguste és Louis Lumière előtt, 1894-ben szabadalmaztatta mozgófilm kameráját, neve: pleograf. 1902-ben egy filmvetítőt, az obturatort fejleszti ki a Gaumont társaság részére, valamint 1908-ban feltalálta a széles körben használt, kézben hordozható kamerát, az aeroskopot.

## Élete
Lengyelországban és Belgiumban végezte tanulmányait, Belgiumban, Franciaországban, Angliában, az Egyesült Államokban és Lengyelországban is tevékenykedett. Stanisław Antoni Prószyński fotográfus unokája. Nagyapját az oroszok megvádolták azzal, hogy hazafias szimbólumokat helyez el műtermében készített fényképei hátterében, a cári orosz hatóságok ezért el is ítélték. Apja, Konrad Prószyński lengyel pedagógus, író és könyvkiadó volt.
Kazimierz Prószyński 1894-ben megépítette az első mozgófilm kamerák egyikét. Ez a pleograf, amely fényképek készítésére és képek vetítésére szolgáló készülék volt, és azelőtt elkészült, hogy a Lumière testvérek benyújtották szabadalmukat. A Lumière testvérek filmvetítő gépéhez hasonlóan Prószyński pleografja szintén egy vetítő volt. A készülék celluloid anyagból készült, téglalap alakú képeket vetített, perforációk segítségével. A továbbfejlesztett pleograffal készítette el Prószyński első dokumentumfilm jellegű rövidfilmjeit, ami Varsó életének jeleneteit mutatta be, mint például korcsolyázó embereket a parkban ("Ślizgawka w Ogrodzie Saskim" - 1902), továbbá rövid játékfilmeket is készített, mint például 1902-ben a Powrót birbanta és Przygoda dorożkarza.
Kazimierz Prószyński életének nagy részét külföldön töltötte. A XX. század elején Franciaországban és Angliában tevékenykedett, ez idő tájt fejlesztette ki az aeroskop kamerát, amely sűrített levegővel működött. Az aeroskoppal az operatőrnek nem kellett indítókart tekernie, ezért az abban az időben működő valamennyi kamerával ellentétben, ennél az operatőr mindkét kezét a kamerán tarthatta. Ez lehetővé tette, hogy kézben tartott kamerával filmezzenek nehezebb körülmények között, akár repülőgépről is. A sűrített levegőt a filmezés előtt bepumpálták a kamera rendszerbe egy, a kerékpár pumpához hasonló, speciális pumpával. A viszonylag összetett aeroskopokat használták a brit hadsereg haditudósítói az I. világháború csataterein és később a filmhíradók operatőrei is az 1920-as évek végéig, amikor a sokkal modernebb kamerák vették át helyüket, mint például az Eyemo és később a Bolex. Mégis egészen 1940-ig, a II. világháború kezdetéig fellelhetőek brit haditudósítók által aeroskoppal készített felvételek. Az aeroskop mellett Prószyński kidolgozta a szinkronizáló hang és filmsávok metodikáját is, hangosfilmeket is készített.
Amint Lengyelország 1918 novemberében visszanyerte függetlenségét, Prószyński visszatért angol feleségével, Dorothyval és két gyermekével: ifjabb Kazimierz és Irena. Prószyńskinak a kezdetektől nehéz volt üzleti partnert találnia találmányaihoz. 1922-ben sikerül megalapítani OKO (lengyelül: szem) néven egy társaságot, amely Prószyński ugyanilyen nevű, egyszerű amatőr kameráját vezette be olyan céllal, hogy az iskolák és a nagyközönség számára is tömegesen gyárható legyen. Az 1920-as évek gazdasági válsága miatt azonban nem valósulhattak meg Prószyński tervei. Ekkoriban más találmányokkal is foglalkozott, mint például egyszerű házi filmvetítő gép és vakok számára fejlesztett olvasógép, de a tömeges előállítása egyiknek sem sikerült. A II. világháború és Lengyelország német megszállása alatt a Gestapo felfedezte műhelyét. Prószyńskit és munkatársait összeesküvés vádjával letartóztatták. 10 nap után elengedték ugyan, de Prószyńskinak nem sikerült minden gyanút eloszlatnia. A Gestapo üldözte, a letartóztatás elkerülése érdekében többször kellett költözködnie. Végül 1944. augusztus 25-én, a varsói felkelés ideje alatt letartóztatták.
Kazimierz Prószyński a mauthauseni koncentrációs táborban halt meg 1945 tavaszán, röviddel a tábor felszabadítása előtt. Rabszáma: 129957 volt.

## Öröksége
Kazimierz Prószyński egyike a lengyel filmtörténet legfontosabb úttörőinek, Bolesław Matuszewski lengyel operatőr mellett, aki a Lumière testvérek társaságának dolgozott, és megörökítette 1897-ben II. Miklós orosz cár koronázását.

## Fordítás
- Ez a szócikk részben vagy egészben  a   Kazimierz Prószyński című angol Wikipédia-szócikk ezen változatának fordításán alapul.  Az eredeti cikk szerkesztőit annak laptörténete sorolja fel. Ez a jelzés csupán a megfogalmazás eredetét és a szerzői jogokat jelzi, nem szolgál a cikkben szereplő információk forrásmegjelöléseként.